# Milícia nacional

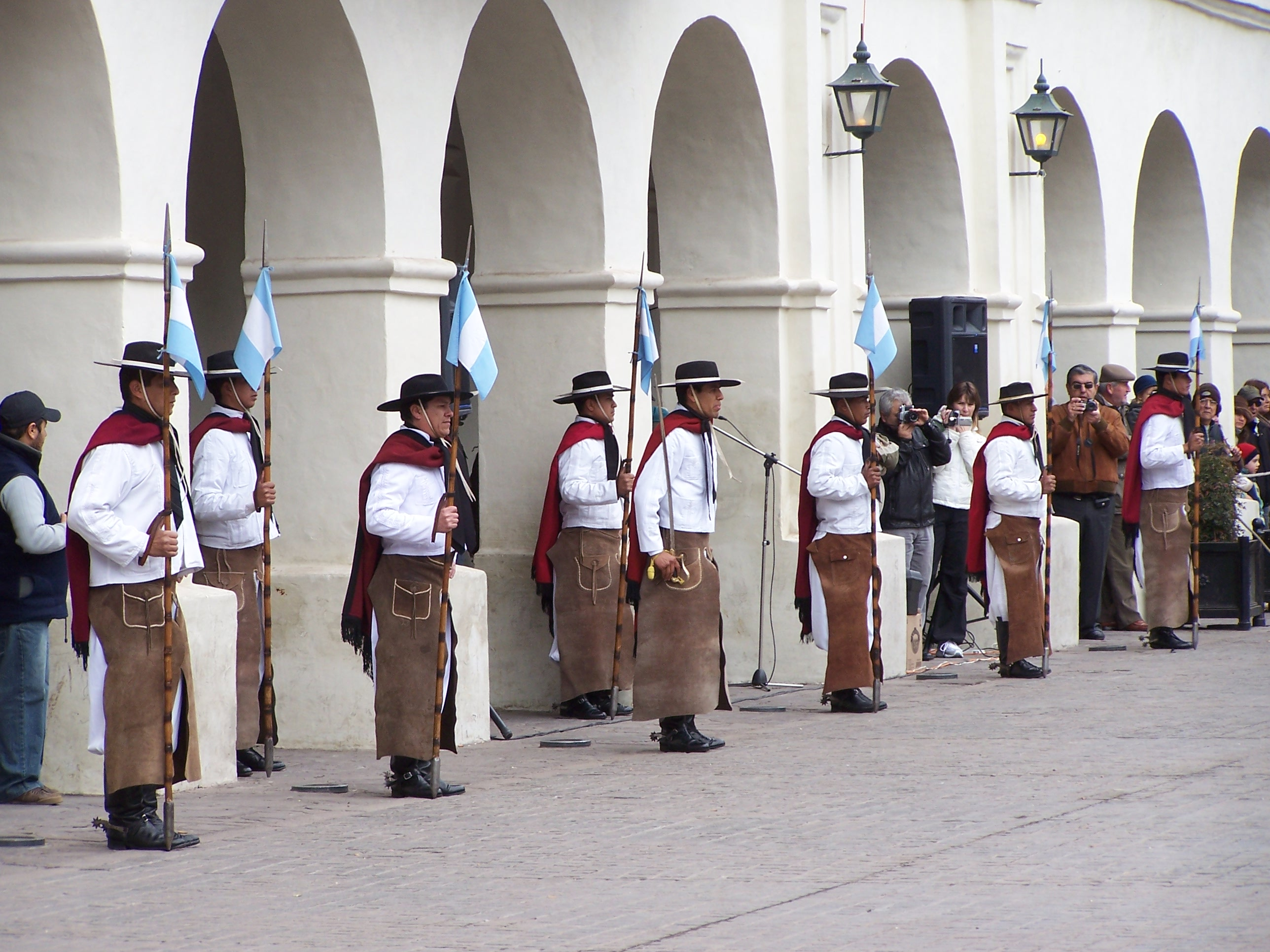
Milícia de Martin Miguel de Güemes.

La milícia nacional fou una organització de ciutadans armats, diferent de l'Exèrcit o els cossos de policia, i similar a les que amb els noms de guàrdia nacional, milícia urbana o guàrdia cívica van tenir protagonisme en les grans revolucions liberals europees i americanes.
Per al projecte polític liberal, aquest tipus de milícies encarnava la base organitzativa d'un Estat participatiu de ciutadans armats, amb capacitat per a fiscalitzar les autoritats i resistir-se als seus mandats si els consideraven inadequats. Al costat de la Milícia Nacional, aquest projecte preveia el caràcter electiu de tots els càrrecs públics, la descentralització territorial i el judici per jurat. En la mesura que era la nació la que estava en armes, la milícia encarnava la virtut cívica i per això era incorruptible i invencible. Per a Thomas Jefferson, portaveu típic d'aquesta mena de concepcions, un exèrcit professional en mans del govern era un instrument segur de tirania, mentre que si els ciutadans estaven armats i es rebel·laven de tant en tant, recordarien als governants que havien de tenir en compte la voluntat popular.
Després de la revolucions liberals (1768, 1789, 1812, 1820, 1830, 1848, 1854, 1868 i 1871) en molts països es van establir aquest tipus de milícies. En general s'organitzaven en unitats de barri o població, i hi estaven obligats a participar tots els ciutadans amb drets plens que estiguessin en condició física per a fer-ho. En quedaven exclosos les dones i els homes sense drets polítics.
Això significava que s'armava a la part de la població que pagava prou impostos com per a ser considerada ciutadà i s'excloïa gran part de la població rural, que a gairebé tots els països era la majoritària, i als assalariats urbans. Per això, sovint han estat anomenades “milícies burgeses”. El servei armat d'aquestes milícies solia ser local. Era típic que s'usés el diumenge al matí com a dia d'instrucció i que cada ciutadà hagués de servir de manera ordinària dues o tres vegades al mes, realitzant rondes de policia o custodiant edificis públics. En cas de motins populars, o s'estigués en estat de guerra, la mobilització podia ser més contínua i la milícia podia quedar subordinada a les autoritats militars.

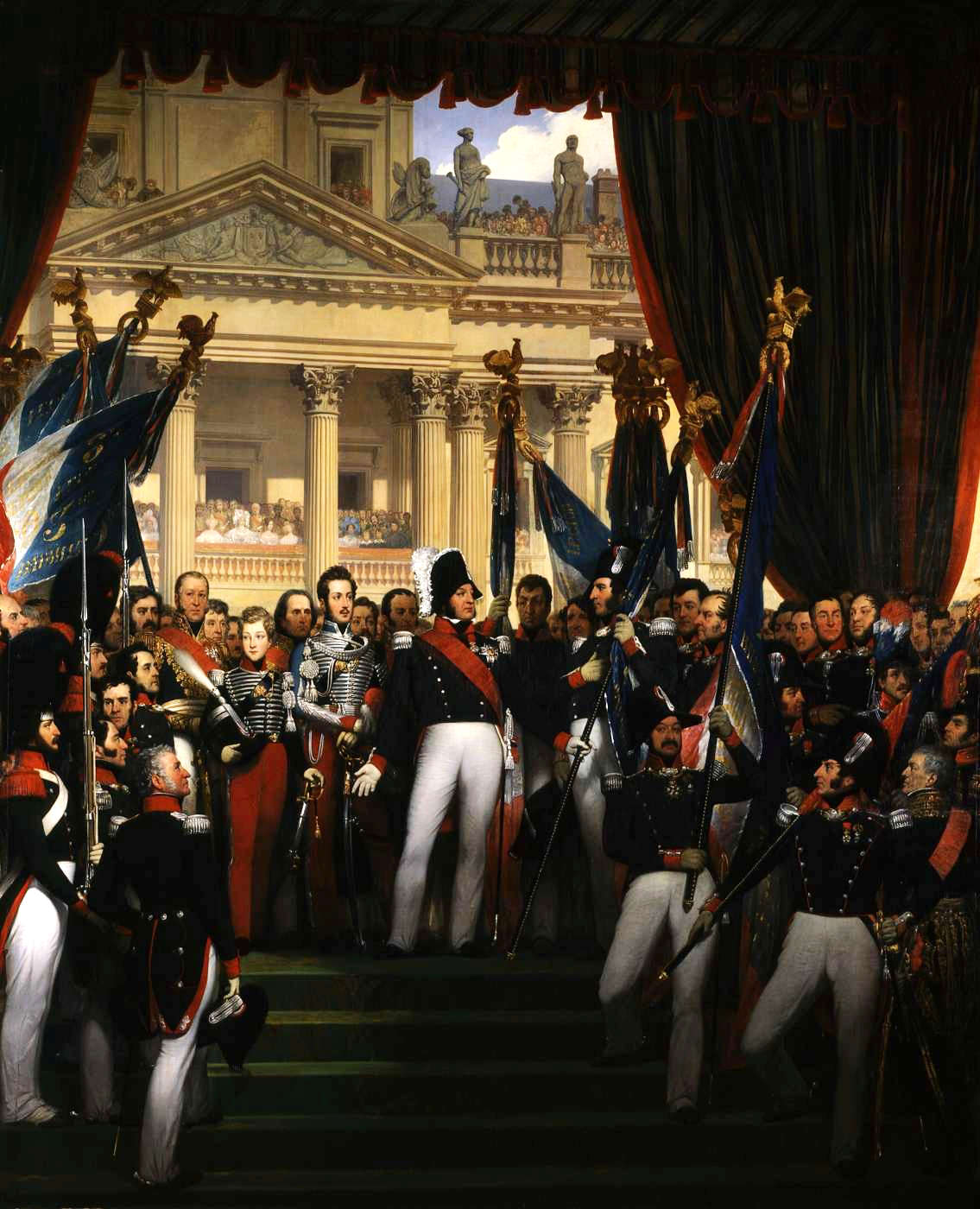
Lluís Felip d'Orléans entrega les banderes a la Guàrdia Nacional de París després de la Revolució de 1830 (oli, Joseph-Désiré Court, 1834).

Mentre que a les tropes de l'exèrcit i de la policia se'ls pressuposa l'obediència cega als comandaments, a les milícies cíviques els participants es consideraven ciutadans-soldat, votaven per a escollir als seus oficials i els barracots es convertien sovint en llocs de discussió política. En molts episodis revolucionaris, motins o altres protestes populars, algunes unitats de les milícies podien participar armades en contra de les autoritats. Aquesta mena de situacions provocà que els governs desconfiessin de la milícia i tendissin a dissoldre-la. A Espanya la milícia va estar en vigor mentre governaven els progressistes, els moderats la dissolien i preferien confiar en l'exèrcit i la Guàrdia Civil. A Portugal va ser desarmada el 1838, a França va ser restablerta després de la Revolució de 1830, va tenir un protagonisme especial en la Revolució de 1848 i després va decaure fins a la Comuna de París de 1871, després de la qual va ser suprimida.
En alguns països les milícies van perviure en el segle xx, evolucionant de diferents maneres. De vegades es van convertir en una mena de segona línia subordinada a l'exèrcit. Als Estats Units les milícies del segle xix van evolucionar cap a l'actual Guàrdia Nacional. A Brasil, en canvi, l'oficialitat de les milícies es va convertir en un lloc privilegiat per als cacics i els va permetre afermar el seu poder local un cop que aquestes van perdre qualsevol caràcter democràtic intern. A Suïssa el mateix exèrcit s'organitza basant-se en un model milicià, sense oficials professionals. La tradició de les milícies nacionals ha reviscut, adaptant-se a les circumstàncies, en una multitud de formacions armades. En la tradició es poden incloure el simple dret a portar armes protegit constitucionalment als Estats Units, les milícies obreres de la revolucions socialistes, les milícies de partit o sindicat -típiques de l'Europa de la dècada de 1930-, alguns grups paramilitars d'Amèrica Llatina, els Comitès de Defensa de la Revolució cubana o les patrulles veïnals contra la delinqüència que durant les dècades de 1980 i 2000 s'organitzen intermitentment en barris d'Europa i Amèrica.

## La milícia nacional a Espanya
A Espanya té el seu origen en antigues formes de defensa cívic-militar constituïdes en el segle xviii durant la Guerra de Successió espanyola. Però no fou fins a la Guerra del Francès, quan la destrucció de l'exèrcit per la invasió napoleònica va afavorir la creació de Juntes Locals i Provincials que van armar als ciutadans en la revolta contra el francès, a més de combatre les restes del règim feudal que encara es mantenien a moltes poblacions.
La primera regulació legal va ser primerenca. Amb la Constitució de Cadis de 1812, els legisladors van reconèixer com a forces combatents i integrants de l'exèrcit les anomenades «milícies nacionals», al costat de les tropes regulars. El reconeixement legal va suposar la desaparició, almenys formal, de les organitzacions de voluntaris armats per les diferents Juntes, quedant tots ells integrats en un sol cos. El 1814 es va establir el Reglament que regulava les prestacions obligatòries a les quals estava obligat tot ciutadà, així com l'organització de la Milícia.
En resum, aquesta estava separada de l'exèrcit regular i composta per dues armes: infanteria i cavalleria. Els oficials eren escollits per la mateixa tropa. El nombre de ciutadans obligats a servir en la Milícia es va fixar en 30 per cada 1.300 habitants majors de 30 anys i menors de 50. Complien tasques de seguretat, ordre i pau en l'interior del país.
La Milícia emparava el moviment patriòtic, però també liberal, que havia deslligat la guerra. Per aquesta raó, la restauració absolutista de Ferran VII que es va concretar en la derogació de la Constitució de Cadis en 1814, va dur aparellada la dissolució de la Milícia. Molt a pesar del rei, amb la instauració del Trienni Liberal de 1820 a 1823 es va restituir la Milícia que va actuar contra tots els moviments de revolta absolutista a l'interior de la península. La fi del Trienni va ser, de nou, el final de la Milícia, substituint-la per uns Voluntaris Reialistes.
Amb la Regència de Maria Cristina, l'Estatut Reial de 1834 va fixar una força anomenada Milícia Urbana. Després del motí de la Granja de San Ildefonso de 1836, que va obligar la Regent a restablir la Constitució de 1812, la Milícia Nacional fou legalitzada novament. Els nous oficials de l'Exèrcit cristí, especialment Leopoldo O'Donnell i Baldomero Espartero, que havien sostingut la causa de la reina Isabel II enfront de les pretensions de Carles Maria Isidre de Borbó, van tenir una forta ascendència sobre la Milícia Nacional, de tal sort que amb la seva col·laboració, la Milícia va combatre en la primera guerra carlista al costat d'Isabel II i va obtenir els seus primers estendards com a reconeixement a les actuacions dutes a terme durant el conflicte. Però el regnat d'Isabel II va estar curull de conflictes entre el Partit Moderat i la mateixa Corona, d'una banda, i la Milícia Nacional, procliu al liberalisme i al Partit Progressista, per un altre. Així, la Milícia sempre va actuar en defensa dels seus més destacats capdavanters. Va participar en els successos de la Granja de 1836, en la caiguda de la Regent Maria Cristina en benefici d'Espartero, contra les revoltes moderades, especialment contra la Revolució de 1841 i contra l'establiment de la dècada moderada el 1843.
Ramón María Narváez la va dissoldre, encomanant les seves tasques a la novament creada Guàrdia Civil. Durant el Bienni Progressista va ser breument restablida a l'empara del Duc de la Victòria. No obstant això, quan O'Donnell va aconseguir ultimar el projecte d'Unió Liberal i desfer-se d'Espartero, va dissoldre la Milícia.
La Milícia Nacional com a tal es va restablir formalment quan Emilio Castelar la va establir per Decret de la Presidència de la Primera República fins que va ser formalment dissolta definitivament pel govern de Cánovas del Castillo el 1876, si bé certs comitès de voluntaris en el sexenni democràtic s'atribuïssin l'herència de la institució, així com organitzacions de suport a la restauració borbònica amb l'arribada d'Alfons XII.